# 美濃市立大矢田小学校半道分校
美濃市立大矢田小学校半道分校 （みのしりつ おおやだしょうがっこう　はみちぶんこう）は、かつて岐阜県美濃市に存在した公立小学校の分校。

## 概要
- 大矢田小学校の分校であり、美濃市大矢田の半道地区が校区であった。
- 半道地区は大矢田の北部の半道川（板取川支流）上流部の集落であり、大矢田中心部とは峠をはさんでいる。そのため1933年に大矢田隧道[注釈 1]完成までは交通が不便な地域であった。

## 沿革
半道分校（半道分教場）は、大矢田国民学校時代の1947年3月に廃止されたが、住民の請求により1948年に復活した。
- 1878年（明治11年）3月 - 大矢田村大字半道に大矢田学校半道分教場を設置。
- 1881年（明治14年） - 半道簡易科小学校として独立する。
- 1911年（明治44年）8月 - 半道尋常小学校に改称する。
- 1933年（昭和8年）3月 - 大矢田尋常高等小学校に統合され、半道分教場となる。
- 1941年（昭和16年）4月1日 - 大矢田国民学校半道分教場となる。
- 1947年（昭和22年）3月 - 半道分教場を廃止。
- 1948年（昭和23年）10月 - 大矢田村立大矢田小学校半道分校を設置。
- 1954年（昭和29年）4月1日 - 美濃町、洲原村、下牧村、上牧村、大矢田村、藍見村、中有知村が合併し、美濃市が発足。同時に美濃市立大矢田小学校半道分校となる。
- 1988年（昭和63年）3月 - 廃止[注釈 2]。